# رؤية فلكية

رؤية فلكيَّة هو مصطلح فلكي يرجع إلى الضبابيَّة والتألق الراديوي للأجسام الفلكية التي تسببت بها النُّجوم مثل الاضطرابات التي تحدُث في الغلاف الجوي من حركة عنيفة أو غير مُستقرة من الهواء أو الماء أو بعض السَّوائل الأُخرى والتي تتسبَّب وهذا يتسبب في معامل الانكسار لنسبة سرعة الضوء وهذا يجعل رؤيتنا للنُّجُوم بأنَّها تتلألأ في الغلاف الأرضي.